# 达奇内 (敖德萨区)
46°34′39″N 30°32′56″E / 46.57750°N 30.54889°E

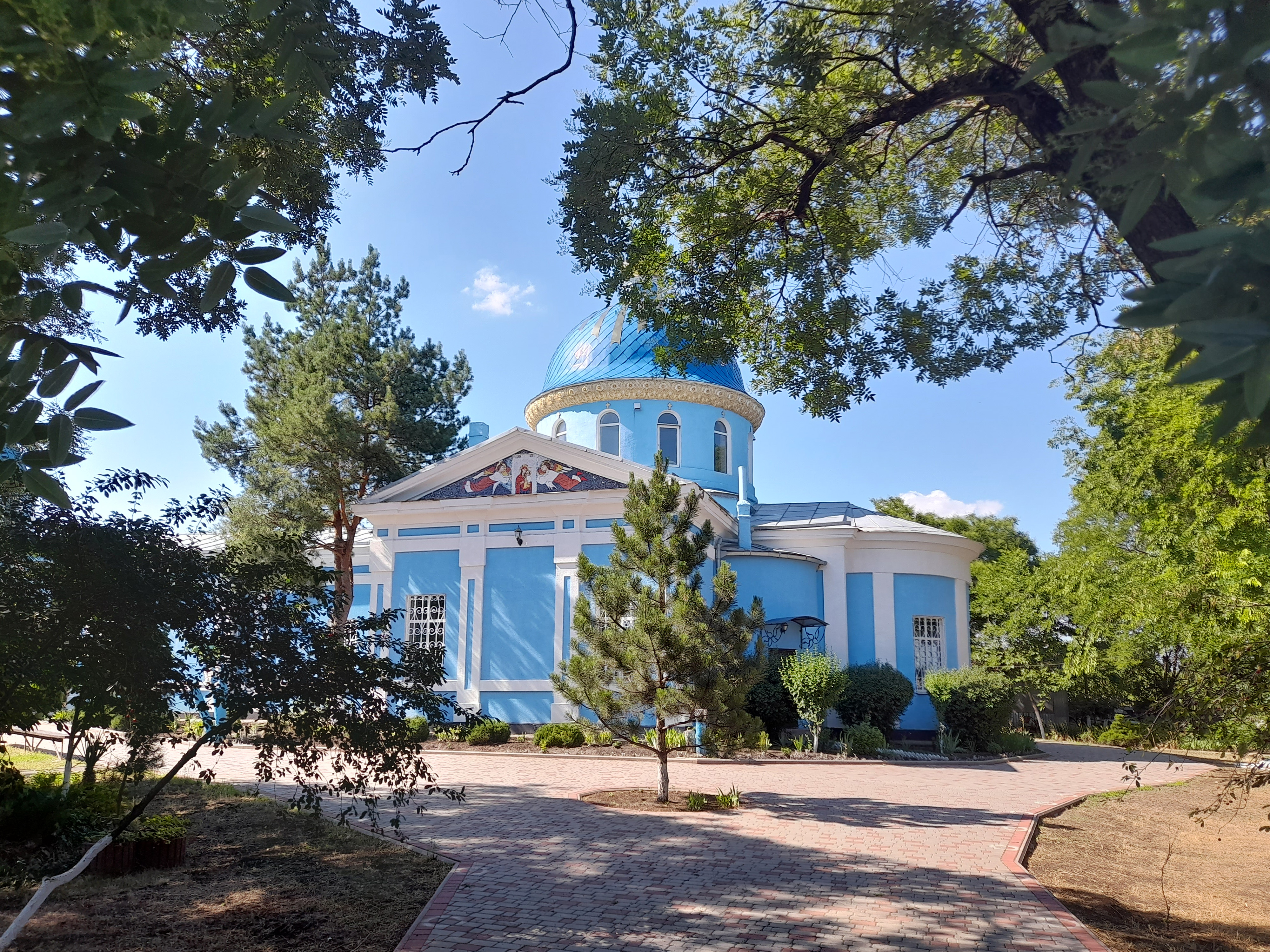
教堂

達奇內（烏克蘭語：Дачне）是位於烏克蘭西南部的村莊，由敖德萨州敖德萨区的達奇內市鎮負責管轄。該村始建於1967年，面積7.08平方公里，海拔高度76米，2007年人口8,565。